# Puerula
Puerula is een geslacht van rechtvleugeligen uit de familie sabelsprinkhanen (Tettigoniidae). De wetenschappelijke naam van dit geslacht is voor het eerst geldig gepubliceerd in 1906 door Bolívar.

## Soorten
Het geslacht Puerula  is monotypisch en omvat slechts de volgende soort:
- Puerula acuminata (Brunner von Wattenwyl, 1878)